# Tina Weirather
Tina Weirather (n. 24 mai 1989, Vaduz, Liechtenstein) este o schioare alpină liechtensteiniană, medaliată olimpică. A participat la 3 ediții ale Jocurilor Olimpice (2006, 2014, 2018) în care a câștigat o medalie de bronz.